# Thibaud de Montlhéry
 (avril 2014).
Si vous disposez d'ouvrages ou d'articles de référence ou si vous connaissez des sites web de qualité traitant du thème abordé ici, merci de compléter l'article en donnant les références utiles à sa vérifiabilité et en les liant à la section « Notes et références ».
Ne doit pas être confondu avec Thibaud de Montmorency, issu de la branche aînée mais environ un demi-siècle plus tard, troisième seigneur de Montmorency, connétable de France, fils aîné de Bouchard III de Montmorency.
Thibaud (de Montmorency) de Montlhéry (v. 960-1031)
Dit souvent dans la littérature « Thibaud File Etoupe ou Thibaud de Bray », il est fils de Bouchard Ier seigneur de Bray-sur-Seine, et frère de Bouchard II premier seigneur de Montmorency, et grand-oncle du connétable Thibaud qui suivra. 
Il est seigneur (miles, sire) de Montlhéry, et le fondateur de la Maison de Montlhéry au Xe siècle, généralement considérée comme branche cadette des Montmorency. Il aura dans sa descendance des rois et des reines d'Orient. Dans sa descendance immédiate, on trouve (a priori) son gendre Milon Ier de Chevreuse, puis son petit-fils, Gui Ier de Montlhéry (v. 1015 ou 1031-1095), 3e ou 2e seigneur de Montlhéry, père de Milon Ier le Grand, de Guy le Rouge seigneur de Rochefort-en-Yvelines, et de Mélis(s)ende de Montlhéry comtesse de Rethel. 
Le fils de cette dernière, Baudouin du Bourg, sera roi de Jérusalem sous le nom de Baudouin II († 1131), après avoir été comte d'Edesse : en effet Baudouin de Bourcq, comte d'Édesse, est nommé par ses pairs roi de Jérusalem, il accepte ladite couronne et le 14 avril 1118, dimanche de Pâques, est couronné roi de Jérusalem sous le nom de Baudouin II de Jérusalem ; sa sœur est Hodierne/Cécile princesse d'Antioche, et sa fille la reine Mélisende du Bourg femme de Foulques V d'Anjou.
Deux autres petits-fils de Guy Ier, cousins germains du roi Baudouin II et neveux de Mélissente, Milon Ier et Guy le Rouge, sont actifs en Terre sainte : Josselin de Courtenay comte d'Edesse (père de Josselin II d'Édesse, lui-même père d'Agnès de Jaffa qui épouse son cousin éloigné le roi Amaury d'Anjou-Jérusalem, fils et frère cadet de la reine Mélisende et du roi Baudouin III), et Hugues Ier du Puiset comte de Jaffa.